# Antonio Cafiero

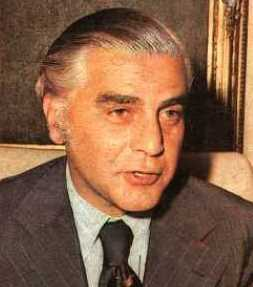
Antonio Cafiero (1975)

Antonio Francisco Cafiero (* 12. September 1922 in Buenos Aires; † 13. Oktober 2014 in San Isidro, Buenos Aires) war ein argentinischer Wirtschaftswissenschaftler, Wirtschaftsprüfer und Politiker der peronistischen Partido Justicialista.

## Leben

### Hochschullehrer, Anhänger des Peronismus und Minister
Cafiero absolvierte nach dem Schulbesuch ein Studium der Wirtschaftswissenschaften an der Universidad de Buenos Aires (UBA) und nahm nach Abschluss des Studiums 1944 eine Tätigkeit als Wirtschaftsprüfer auf. 1948 erwarb er einen Doktor der Wirtschaftswissenschaften an der Universidad de Buenos Aires. Bereits während seiner Studien- und Doktorandenzeit begann sein politisches Engagement, als er 1944 Präsident der Vereinigung der Studenten der Wirtschaftswissenschaften AECE (Asociación de Estudiantes de Ciencias Económicas) und als Studentenvertreter Mitglied des Direktivrates der Wirtschaftswissenschaftlichen Fakultät der UBA wurde. 1952 nahm er eine Tätigkeit als Dozent für Wirtschaftswissenschaften auf und lehrte bis 1984 an verschiedenen Universitäten und Hochschulen.
Als Anhänger des von Juan Perón begründeten Peronismus wurde Cafiero am 4. Juli 1952 von Präsident Perón als Nachfolger von Roberto A. Ares zum Minister für Außenhandel (Ministro de Comercio Exterior) in dessen Kabinett berufen und bekleidete diese Funktion bis zu seiner Ablösung durch Julio Manuel Palarea am 15. April 1955. Zu Beginn der 1960er Jahre verstärkte Cafiero sein politisches Engagement und war zunächst zwischen 1962 und 1964 Politischer Berater und Koordinator der Movimiento Nacional Justicialista sowie anschließend bis 1966 Politischer Sekretär des Nationalrates der Partido Justicialista. 1971 wurde er Direktor des Planungsrates der Movimiento Nacional Justicialista.
Nachdem Perón am 23. September 1973 mit über 60 % der Stimmen erneut zum Präsidenten gewählt worden war, übernahm Cafiero zunächst die Position als Handelssekretär in dessen Regierung und war danach als Nachfolger von Carlos Mendoza vom 3. August 1974 bis zu seiner Ablösung durch Luis María Rodríguez Marcó del Pont im Mai 1975 Bundesinspekteur für die Provinz Mendoza. Während der Amtszeit von Präsidentin Isabel Martínez de Perón wurde er am 14. August 1975 zum Nachfolger von Ernesto Corvalán Nanclares als Wirtschaftsminister (Ministro de Economía) ernannt und übte dieses Amt bis zu seiner Ablösung durch Emilio Mondelli am 3. Februar 1976 aus.

### Botschafter, Zeit der Militärdiktatur, Abgeordneter und Gouverneur von Buenos Aires
Anschließend war er noch für kurze Zeit Botschafter beim Heiligen Stuhl. Während der darauf folgenden Militärdiktatur zwischen 1976 und 1983 zog er sich weitgehend aus dem politischen Leben zurück und konzentrierte sich wieder auf seine Lehrtätigkeit als Dozent für Wirtschaftswissenschaften.
Nach dem Ende der Militärdiktatur und der Rückkehr zur Demokratie wurde Cafiero für die Partido Justicialista am 10. Dezember 1985 zum Mitglied der Abgeordnetenkammer, des Unterhauses des Nationalkongresses (Congreso de la Nación Argentina), gewählt und vertrat in dieser bis zum 10. Dezember 1987 die Interessen von Buenos Aires.
Im Anschluss trat er am 11. Dezember 1987 als Nachfolger von Alejandro Armendáriz das Amt des Gouverneurs von Buenos Aires an und bekleidete diese Funktion vier Jahre lang bis zu seiner Ablösung durch Eduardo Duhalde am 11. Dezember 1991 aus. In seiner politischen Arbeit als Gouverneur wurde er dabei insbesondere von Luis María Macaya unterstützt, dem damaligen Vizegouverneur der Provinz. Andere bekannte Mitglieder der damaligen Provinzregierung von Buenos Aires waren Regierungssprecher Jorge Telerman und Landwirtschaftsminister Felipe Solá.
Während dieser Zeit fungierte er zwischen 1986 und 1991 auch als Präsident des Provinzialrates der Partido Justicialista in der Provinz Buenos Aires und war zugleich zwischen 1987 und 1990 Präsident des Nationalrates der Partido Justicialista.
1992 erfolgte durch Präsident Carlos Menem seine Ernennung zum Botschafter in Chile, er blieb aber nur wenige Monate auf diesem Posten.

### Senator, Kabinettschef während der Verfassungskrise zum Jahresende 2001 und Vorsitzender des COPPPAL

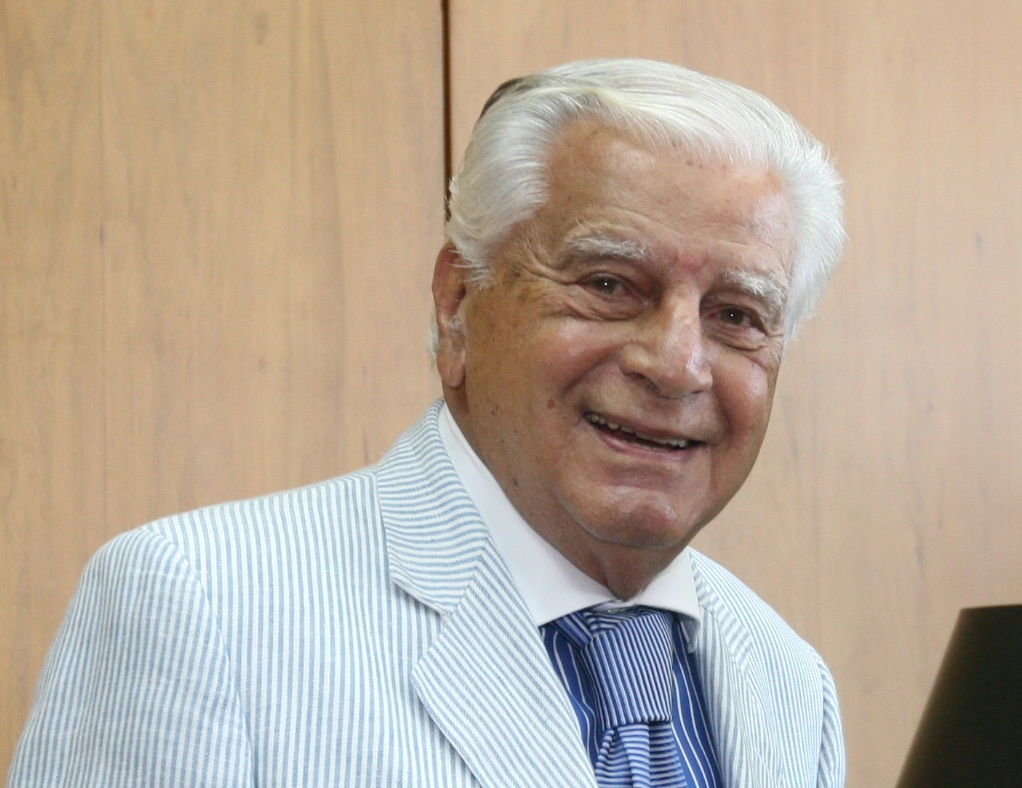
Cafiero als Vorsitzender der COPPPAL (2005)

Am 10. Dezember 1993 wurde Cafiero für die Partido Justicialista erstmals zum Mitglied des Senats, des Oberhauses des Nationalkongresses gewählt, und vertrat bis zum 10. Dezember 2001 auch dort die Interessen von Buenos Aires. Zugleich übernahm er die Funktion als Generalsekretär der Fraktion seiner Partei im Senat. Als Senator nahm er an den Verhandlungen zum genannten Pakt von Olivos teil. Darin vereinbarten die peronistische Partido Justicialist und die oppositionelle Unión Cívica Radical (UCR) des früheren Präsidenten Raúl Alfonsín nach Verhandlungen hinter verschlossenen Türen unter anderem den Aufruf zu einer Reform der nationalen Verfassung im Jahre 1994, die im Tausch gegen eine Verkürzung der Präsidentschaft von sechs auf vier Jahre die einmalige Wiederwahl des Präsidenten ermöglichte. Dadurch wurde gleichzeitig die Wiederwahl Menems im darauf folgenden Jahr möglich.
Als am 21. Dezember 2001 Fernando de la Rúa nach wirtschaftlichen und politischen Unruhen vom Amt des Präsidenten zurücktrat, hätte nach der argentinischen Verfassung eigentlich der Vizepräsident das Amt des Präsidenten übernehmen müssen. Der Vizepräsident Carlos Álvarez hatte aber sein Amt schon im Oktober 2000 niedergelegt und seitdem war dieser Posten vakant. Der Nächste in der Reihe war daher nach der Verfassung Ramón Puerta, Vorsitzender des Senats. Er war mit dieser Aufgabe allerdings von Anfang an überfordert und war froh, als er am 23. Dezember die Präsidentenschärpe an Adolfo Rodríguez Saá übergeben konnte. Dieser konnte nach knapp einer Woche nicht mehr auf die Unterstützung durch die Bevölkerung und durch seine eigene Partei hoffen. An einer von ihm einberufenen Zusammenkunft aller peronistischen Provinzgouverneure am 30. Dezember 2001 nahmen nur sechs von vierzehn Gouverneuren teil. Enttäuscht reiste Rodriguez Saá nach San Luis und erklärte von dort seinen Rücktritt. Da Ramón Puerta, Vorsitzender der Senatorenkammer kein Interesse hatte, wieder Interimspräsident zu werden, wurde Eduardo Camaño als Präsident der Abgeordnetenkammer am 31. Dezember 2001 Präsident von Argentinien.
Camaño wiederum ernannte Cafiero als Nachfolger von Luis Lusquiños zum Kabinettschef (Jefe de Gabinete de la Nación Argentina) und damit de facto zum Regierungschef. Am 1. Januar 2002 wurde Eduardo Duhalde zum neuen Präsidenten gewählt. Er wurde somit der fünfte Präsident Argentiniens in nur 13 Tagen. Dieser wiederum berief am 3. Januar 2002 mit Jorge Capitanich einen neuen Kabinettschef und damit Nachfolger von Cafieros.
Cafiero nahm am 2. Januar 2002 wieder sein Amt als Mitglied des Senats auf und gehörte diesem bis zum Ende der Legislaturperiode am 10. Dezember 2005 an.
Danach war er von 2005 bis 2011 Präsident der Permanenten Konferenz politischer Parteien Lateinamerikas und der Karibik COPPPAL (Conferencia Permanente de Partidos Políticos de América Latina y el Caribe), ein internationales Forum politischer Parteien Lateinamerikas und der Karibik.

## Familie
Antonio Cafiero ist Vater des Politikers und ehemaligen Ministers für gesellschaftliche Entwicklung unter Fernando de la Rúa, Juan Pablo Cafiero, sowie Großvaters des argentinischen Außenministers Santiago Cafiero.